# Rehek zahradní
Rehek zahradní (Phoenicurus phoenicurus) je druh ptáka z řádu pěvců a čeledi lejskovitých, hnízdící v severní Africe a Eurasii východně po Blízký východ a přes Sibiř až po Mongolsko. Široce rozšířený je rovněž v Česku. Rehek zahradní je tažným ptákem, jehož evropské populace zimují na území subsaharské Afriky. Jedná se o malého štíhlého pěvce s délkou těla kolem 14 cm. Opeření je u obou pohlaví odlišné; samec se pozná podle bílého čela, černého hrdla a oranžovočervené hrudi, zatímco samice je nenápadně šedohnědavá; dobrým rozpoznávacím znakem ve všech šatech nicméně zůstává rezavočervený ocas, kterým často kmitá.
Rehek zahradní je hmyzožravým pěvcem, který k životu preferuje světlé listnaté lesy a další podobná stanoviště, včetně parků, sadů a zahrad. K hnízdění využívá především stromové dutiny a polodutiny, čímž se řadí mezi druhy ptáků ohrožené intenzifikací zemědělství a s ní souvisejícím úbytkem vhodných hnízdních příležitostí a potravy. Mezinárodní svaz ochrany přírody druh z globálního pohledu však hodnotí jako málo dotčený.

## Systematika
První formální popis druhu provedl švédský přírodovědec Carl Linnaeus v roce 1758 v desátém vydání svého díla Systema Naturae pod binomickým jménem Motacilla phoenicurus. K přeřazení do rodu Phoenicurus došlo až anglickým přírodovědcem Thomasem Forsterem roku 1817. Název Phoenicurus pochází ze starořeckého phoinix („karmínový“, „červený“) a -ouros („-ocasý“), s odkazem na významný poznávací znak rehků.
Český název rehek je původu předobrozeneckého. Vznik tohoto jména však není jednoznačný. Pravděpodobnější variantou je onomatopoický původ odvozený z hlasového projevu rehka (patrně však prvně rehka domácího, a až přeneseně i rehka zahradního), ale možné je rovněž odvození od slova rezek, které by podobně jako latinské jméno mohlo odkazovat na zbarvení ocasu.
Za geneticky nejbližšího příbuzného rehka zahradního je považován rehek severoafrický (P. moussieri). Rehek zahradní se v některých oblastech kříží s rehkem domácím, s nímž může produkovat plodné potomky.

### Poddruhy
U rehka zahradního se rozlišují dva poddruhy:
- P. p. phoenicurus (Linnaeus, 1758) – severozápadní Afrika, většina Evropy a Asie po Mongolsko
- P. p. samamisicus (Hablizl, 1783) – jižní Balkán, Řecko a dále na východ po jižní Kavkaz, Írán, Turkmenistán, Uzbekistán a Tádžikistán

Přesné vymezení areálu obou poddruhů je však sporné, podobně jako existence a výskyt hybridizace mezi nimi v místech potencionálního překryvu výskytu na Balkáně, v Turecku a na Kavkaze. Dospělí samci obou poddruhů se vzájemně liší přítomností (ssp. samamisicus) či absencí (ssp. phoenicurus) bílé skvrny v křídlech a intenzitou zbarvení hřbetu (samci ssp. samamisicus mají hřbet tmavší).

## Popis
Štíhlý, s rezavočerveně zbarveným ocasem, který je dobrým poznávacím znakem ve všech šatech. Délka těla je 13–14,5 cm, hmotnost se pohybuje mezi 11–23 g. Samec má na jaře a v létě černé hrdlo, nápadnou oranžovočervenou hruď, bílé čelo, popelavě šedé temeno a hřbet (ssp. samamisicus má navíc bílou skvrnu v křídle). Na podzim působí méně výrazně, protože původní kresba je částečně překryta béžovými lemy nových per. Samice má svrchní stranu šedohnědou a spodní béžovohnědou, přičemž se podobá samici rehka domácího, oproti které je světlejší s méně šedým odstínem, výrazně světlejším hrdlem, spodkem hrudi a středem břicha. Mladý pták se podobá samici, ale je celý okrově a černavě skvrněný. Zobák je ve všech šatech šedočerný, duhovka tmavohnědá a nohy tmavošedé.

## Rozšíření a stanoviště
Má palearktický typ rozšíření, s areálem sahajícím od severozápadní Afriky a Pyrenejského poloostrova přes většinu Evropy, Blízký východ, západní a centrální Asii východně až po pohoří Altaj a Chentej v Mongolsku a samotný okraj severozápadní Číny. Severní hranici v Evropě tvoří přibližně 71° a v Asii 67° s. š.
K hnízdění vyhledává všechny typy světlých lesů, hlavně jejich okraje a paseky, dále sady, parky, hřbitovy a zahrady. Ve střední Evropě je patrná preference listnatých porostů, přičemž mezi důležitá stanoviště patří tradičně obhospodařované vysokokmenné sady s vhodnými dutinami a plochami nízké řídké vegetace, jež slouží k hledání potravy. Data z několika monitorovacích programů ze zemí střední Evropy naznačují, že přibližně pětina celkové populace tohoto ptáka v daném regionu dnes žije v urbánním prostředí. Na zimovištích vyhledává hlavně polosuché křovinaté stepi, houštiny a suché otevřené lesy. V Evropě vystupuje nejvýše do 1500–2200 m, v Eritrey a Etiopii až do 2970 m n. m.

### Výskyt v Česku
V Česku se vyskytuje na celém území od nížin po hřebeny většiny hor, s těžištěm výskytu ve středních polohách. V Jeseníkách vystupuje do 1400 m n. m. a na Šumavě na Boubíně do 1360 m n. m.

## Biologie
Často sedá vzpřímeně na nekrytých místech a do toho podřepuje a kmitá rezavočerveným ocasem. Létá lehce, vlnkovitě. Samec zpívá od úsvitu obvykle z krytu vegetace, ale někdy i na zcela nekrytých místech nevysoko nad zemí.

### Hlas
Vábí měkkým, hvízdavým „huit“, jež je na konci vyšší než na začátku. Vábení je často následováno cvakavým „tik-tik-tik“. Zpěv je tvořen měkkými, vysokými a melancholickými strofami, které často podobně začínají, ale rozdílně končí, např. „sih tryi-tryi-tryi si-si pli sivejui si“.

### Tah
Rehek zahradní je striktně tažným druhem. Evropští ptáci zimují hlavně v sahelském pásmu subsaharské Afriky mezi 9°30′ a 15°30′ s. š., kam táhnou jihozápadním směrem přes Pyrenejský poloostrov a podél západního pobřeží Afriky. Zimoviště ssp. samamiricus leží na jihu Arabského poloostrova a v Africe v Etiopii a Súdánu. Hnízdiště opouští relativně brzy, dospělí ptáci v podmínkách střední Evropy začínají odlétat od počátku července a do konce září zpravidla mizí i poslední mladí ptáci. Zpátky se vrací od konce března do konce dubna (začátku května).

### Rozmnožování
Rehek zahradní hnízdí monogamně v jednotlivých párech, avšak zdokumentována je i polygamie. U dospělých ptáků v městském prostředí byla v rámci studie zdokumentována určitá míra věrnosti místu hnízdění, která byla u samců (46,3 %) o něco vyšší než u samic (31,1 %); přesto část samců (56,1 %) i samic (47,4 %) meziročně hnízdní teritorium měnila s tím, že zatímco samci se většinou přemisťovali pouze na sousední teritorium, samice měly tendenci dělat přesuny delší. Datum příletu na hnízdiště závisí na počasí, přičemž chladné a deštivé dny přílet oddalují. Samci přilétají až o dva týdny dříve než samice a po návratu obsazují teritoria, která vyznačují intenzivním zpěvem. Velikost teritoria se v ideálním prostředí v Evropě pohybuje mezi 0,1–1 ha. Samci v okrsku rovněž vybírají vhodné hnízdní dutiny, které během námluv doprovázených rozprostíráním ocasu a ukazováním bílého čela představují samicím; ty pak rozhodují o konečné volbě hnízdního místa.
Hnízdo je v dutinách a polodutinách, nejčastěji ve stromech, ale v (pří)městském prostředí také ve stavbách (pod střechou, na trámech, v dutinách po vypadlých cihlách) a zvláště v severních částech areálu i na zemi. Ochotně přijímá rovněž vhodné hnízdní budky (doporučená výška 20 cm, rozměr dna 12 × 12 cm, průměr vletového otvoru 32 mm). Většina hnízd se nachází nevysoko nad zemí ve výšce 1–5 m. Stavební materiálem jsou stébla trav, mech, kořínky, listy a suché lýko, výstelka je tvořena srstí, peřím a někdy také různými umělými materiály. Stavba hnízda trvá 2–8 dní a provádí ji samotná samice.
Ve středoevropských podmínkách hnízdí jednou až dvakrát ročně od konce dubna nebo první poloviny května, v případě ztráty může následovat náhradní hnízdění, někdy i na stejném místě. Snůška čítá 5–7 (4–8) jednobarevně modrozelených, zcela vzácně při tupém pólu jemně tmavě tečkovaných vajec o rozměrech 18,6 × 14,0 mm. Sezení začíná po snesení posledního vejce a trvá 11–14 dní, sedí pouze samice. Mláďata se líhnou obvykle v průběhu jednoho dne a jsou krmena oběma rodiči po dobu 12–16 dní. Dalších 12–13 dní jsou ještě přikrmována mimo hnízdo, ale od 9. dne jsou si schopna potravu obstarávat i sama. Pohlavně dospívají v následujícím roce.
Hnízdní úspěšnost se ve většině studií pohybuje v rozmezí 46–89 %, přičemž u severských (fennoskandinávských) populací dosahuje vyšších hodnot než u těch středoevropských. Důvodem je nižší míra predace v severních částech Evropy, která spolu s nepříznivým počasím představuje hlavní příčinu neúspěchu při hnízdění.

### Predátoři, dožití

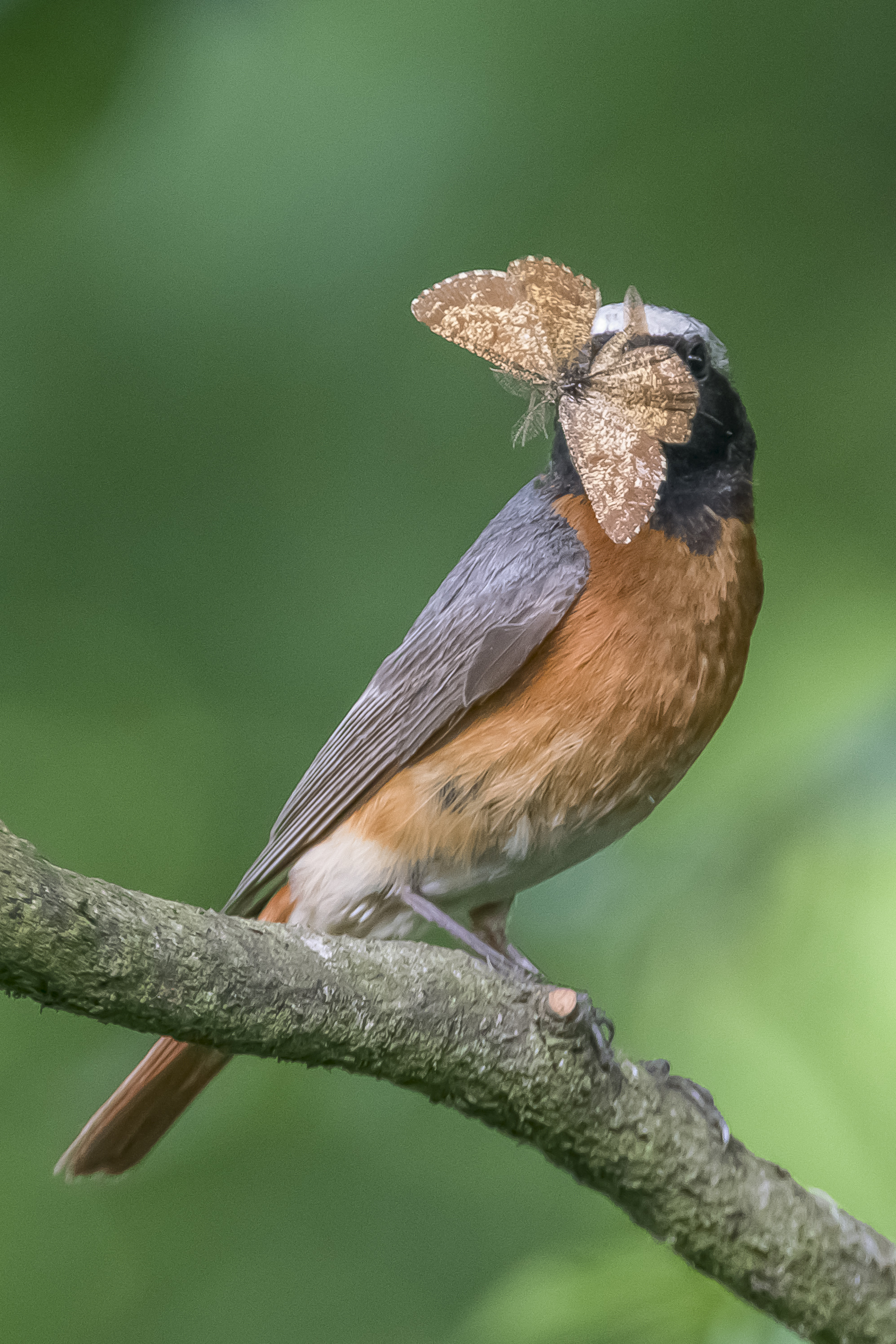
Samec s uloveným tmavoskvrnáčem vřesovým

Ztráty na hnízdech způsobují krutihlav obecný a špaček obecný, kteří zároveň platí za hnízdní konkurenty rehka zahradního, spolu se strakapoudem velkým, krkavcovitými, kočkou domácí aj. Místy rehek zahradní náleží mezi časté hostitele kukačky obecné; v jedné z oblastí v severním Finsku bylo například parazitováno až 31 % zaznamenaných hnízd, avšak efektivní míra parazitace dosáhla pouhých 12,8 % z důvodu odmítnutí části parazitických vajec hostitelem nebo úhynem kukaččího mláděte v hnízdě z důvodu jeho umístění v uzavřené stromové dutině s nedostatečně velkým vletovým otvorem. Roční úmrtnost mladých ptáků v prvním roce dosahuje v průměru 79 % a u dospělých jedinců 62 %, přičemž celková úmrtnost ve Finsku dosáhla 51 %. Za úmrtím kroužkovaných ptáků v severozápadní Evropě stálo nejčastěji působení člověka (73 %; ať již úmyslné či neúmyslné), následované predací (18 %) a ostatními příčinami (9 %). Nejstarší zaznamenaný věk dosahuje 16 let a 9 měsíců.

### Potrava
V hnízdním období je potrava rehka zahradního výhradně živočišná, s dominantním zastoupením hmyzu a pavoukovců, doplněna o drobné plže, žížaly, červy a korýše. Na podzim a v zimě v ní přibývá též rostlinná složka, tvořená menšími plody (jalovce, tisu, jeřábu, ostružiníku, rybízu aj.). Složení potravy je do značné míry ovlivněno aktuální nabídkou bezobratlých v jednotlivých teritoriích. V dubových lesích se stávají kořistí zejména housenky a dvoukřídlí, v borových lesích zase v potravě roste podíl larev i dospělců blanokřídlých a pavoukovců. Ve východním Německu bylo v letním období v potravě dospělých ptáků identifikováno dohromady 601 položek kořisti, z nichž převažovali blanokřídlí (52 %), brouci (23 %) a polokřídlí (7 %). Ve studii provedené v Moldavsku dosahoval podíl rostlinného materiálu v potravě pouze 7,4 % a zastoupen byl výhradně v období od července do září/října. V 10 hnízdech z městského prostředí na Příbramsku bylo nalezeno 684 kusů kořisti o průměrné délce 9,8 mm; převažovali brouci (18,1 %), blanokřídlí (15,5 %), dvoukřídlí (9,1 %) a motýli (7,2 %). V Itálii mezi kořistí přinášenou mláďatům na hnízdo významně dominovali brouci (38 %), dvoukřídlí (31 %) a motýli (26 %), s takřka zanedbatelným zastoupením pavouků a korýšů (obě skupiny po 2 %).
Kořisti se zmocňuje po rychlém výpadu z vyvýšeného místa na zemi, odkud se typicky vrací zpět na stejné nebo blízké místo, nebo ji sbírá z povrchu rostlin či loví za letu. U většího hmyzu, jako jsou sarančata nebo cvrčci, se před pozřením zbavuje křídel a končetin.

## Vztah k lidem

### Ohrožení a početnost

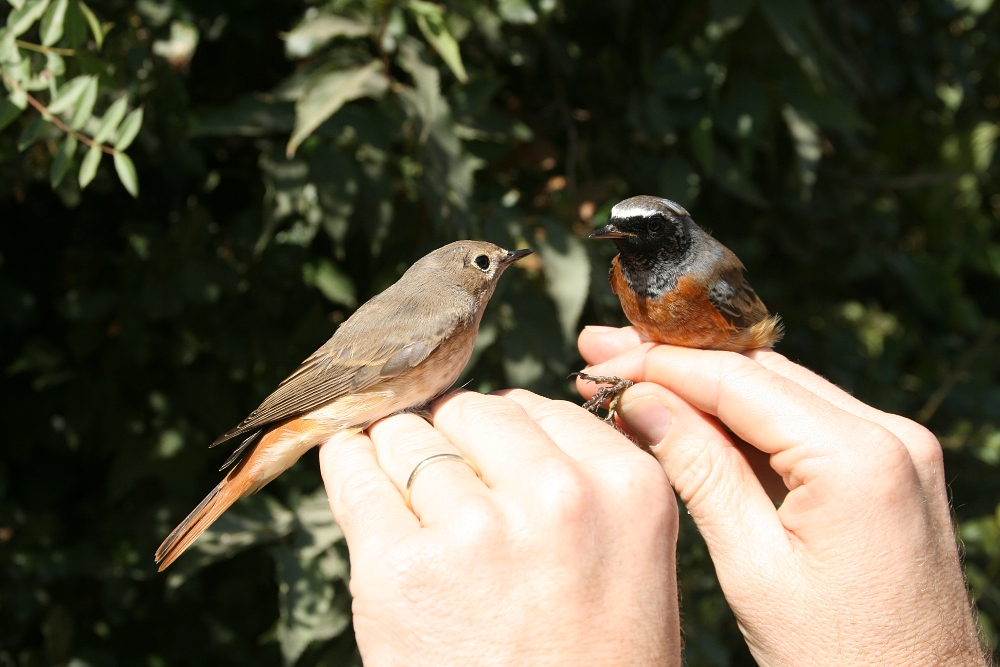
Pár rehků zahradních při kroužkování

Mezinárodní svaz ochrany přírody (IUCN) hodnotí rehka zahradního jako málo dotčený druh (LC). V severní polovině Evropy (a zvláště silně pak na území střední Evropy) byl od 60. let 20. století patrný znatelný pokles stavů, který je přičítán hlavně srážkovým poměrům na zimovištích v Sahelu v kombinaci s intenzifikací zemědělství vedoucí ke snižování množství dostupných hnízdních příležitostí. Zvláště dramatický byl popsaný pokles na území Švýcarska a Německa, kde početnost druhu do 80. let klesla o 90 %, resp. 80 %, aby se posléze stabilizovala. Ke snižování početnosti došlo ve 2. polovině 20. století i na území Česka, a to ve srovnání sčítání z let 1973–77 a 1985–89 o 20–50 % (s celkovými 30–40 tisíci páry za druhé zmiňované období). Následně se začala početnost znovu zvyšovat, a v období let 2001–03 byla odhadnuta na 40–80 tisíc párů. Velikost evropské populace (včetně příslušné části Ruska a Turecka) byla v roce 2000 odhadnuta na 6,8–16 milionů párů a označena za stabilní. Odhaduje se, že 50–74 % celosvětové populace je soustředěno v Evropě.

### Pták roku
Rehek zahradní byl Českou společností ornitologickou (ČSO) zvolen Ptákem roku 1993 jako hned druhý druh od zahájení kampaně v roce 1992.